# Gare de Trykkerud
La gare de Trykkerud est une halte ferroviaire norvégienne de la commune de Sauherad sur la ligne de Tinnoset.

## Situation ferroviaire
La halte est située à 138,53 km d'Oslo et à 46,54 km de Skien.

## Histoire
La halte a été ouverte en 1939. À partir de juin 2004, la halte n'est plus desservie sans pour autant être officiellement fermée. Le trafic a repris à partir du 15 juin 2008.

## Service des voyageurs

### Accueil
Il n'y a ni salle d'attente, ni guichet automatique. Un petit parking (4 places) est aménagé pour la halte.

### Desserte
La halte est desservie par des trains locaux en direction de Notodden et Porsgrunn.

### Intermodalité
Il n'y a pas de transport en commun à proximité.